# Троянов, Игорь Иванович
Игорь Иванович Троянов (28 апреля 1900 года, Киев, Российская империя — 23 мая 1975, Лозанна, Швейцария) — участник Гражданской и Второй мировой войн, проповедник и духовник в лагерях Ди Пи, основатель общества «Православное дело», наблюдатель на Втором Ватиканском соборе, деятель Русского Зарубежья, клирик РПЦЗ.

## Биография
Проживал в Одессе, во время Гражданской войны в России служил на Черноморском флоте, — в эмиграции в Стамбуле, Турция, затем — в Белграде, Королевство сербов, хорватов и словенцев.
По окончании Богословского факультета Белградского университета, с 1924 года — чтец русской Свято-Троицкой церкви в Белграде.
В 1941 году призван в сербскую армию, 14 месяцев провёл в немецком плену.
С 1945 года проживал в Швейцарии, где в том же году был рукоположен в сан диакона и священника.
Ключарь храма св. великомученицы Варвары в Веве.
С 1951 года — настоятель храмов в Лозанне и Веве.
В 1959 году — организатор «Общества „Православное Дело“».
До 1960 года окормлял лагеря русских ДИ Пи в Италии и Швейцарии.
Наблюдатель от РПЦЗ на II Ватиканском Соборе, состоял в переписке с русским иезуитом Станиславом Тышкевичем.

## Семья
Женат на Ольге Тихоновне Шишковой, сестра матери Александра Шмемана